# Rock 'n' Roll Star (canción de Oasis)
«Rock 'n' Roll Star» es una canción de la banda de rock inglesa Oasis. Es la primera de su álbum debut, Definitely Maybe, y fue escrita por el guitarrista Noel Gallagher. Como sugiere su nombre, es una canción de rock. Es una de las canciones favoritas de los fanes, y es tocada siempre en los recitales en vivo. Fue lanzada como sencillo para Estados Unidos, y se hizo un video de la canción.
La letra, como se ve en una serie de canciones escritas por Noel, refleja su deseo de ser una estrella de rock y alejarse de Mánchester, el lugar donde nació y lo criaron.
Noel dijo que «Rock 'n' Roll Star» es una de las tres canciones en las que quería decir algo. «Esta resumido todo lo que quiero decir en “Rock 'n' Roll Star”, «Live Forever» y «Cigarettes & Alcohol». Después me estoy repitiendo a mi mismo, pero de una manera diferente».
La canción aparece en el álbum en vivo y DVD Familiar to Millions y otra versión en vivo fue grabada de un concierto del 2 de julio de 2005, y lanzado como sencillo junto con la canción «Let There Be Love», a fines de 2005.
Además de Definitely Maybe, «Rock 'n' Roll Star» abre el álbum compilatorio Stop the Clocks. En una entrevista acerca de las opciones para el álbum, Noel dijo: «Es probablemente mi mejor canción».

## Video promocional
El video promocional fue filmado en Southend-on-Sea, en Essex, al mismo tiempo que Oasis grababa su video/DVD en vivo Live By The Sea. Los cortometrajes de la banda en vivo se sacaron del sencillo. En el video, la banda también aparece en Southend Pier, y en todo el parque de diversiones Adventure Island, luego llamado Peter Pan`s Playground. El predio lindante al parque se incendió en 1995.
La canción está incluida en el videojuego europeo Rock Band y también disponible para la serie Rock Band como canción descargable. En esta versión, el final es mucho más largo e incluye un solo de guitarra que no está incluido en la versión del álbum.

## Lista de canciones
CD single (663138 2), Cassette Francia (661111 4)

| N.º   | Título                        | Duración |  |
| 1.    | «Rock 'n' Roll Star» (Live)   | 4:48     |  |
| 2.    | «Shakermaker» (Live)          | 4:58     |  |
| 3.    | «Fade Away» (Live)            | 4:12     |  |
| 4.    | «Cigarettes & Alcohol» (Live) | 4:49     |  |
| 18:47 |                               |          |  |

CD promocional Estados Unidos (ESK 7024)

| N.º  | Título                               | Duración |  |
| 1.   | «Rock 'n' Roll Star» (Edit)          | 3:41     |  |
| 2.   | «Rock 'n' Roll Star» (Album Version) | 5:22     |  |
| 9:03 |                                      |          |  |

CD promocional Francia (662725 5)

| N.º  | Título                                        | Duración |  |
| 1.   | «Rock 'n' Roll Star» (Europe 1 Top Live 1994) | 4:48     |  |
| 2.   | «Shakermaker» (Europe 1 Top Live 1994)        | 4:58     |  |
| 9:46 |                                               |          |  |

## Personal
- Liam Gallagher - voz principal, pandereta
- Noel Gallagher - guitarra líder, coros
- Paul Arthurs - guitarra rítmica
- Paul McGuigan - bajo
- Tony McCarroll - batería